# Az Amerikai Konföderációs Államok első kongresszusa
Az Amerikai Konföderációs Államok első kongresszusa 1862. február 18. és 1864. február 17. között ülésezett. Üléseit Richmondban, Virginia államban tartotta. Az Amerikai Konföderációs Államok ideiglenes kongresszusához képest ez kétkamarás parlament volt, melynek választására 1861. november 6-án került sor.

## Ülésszakok
Az ideiglenes kongresszus döntése alapján a kongresszus átvette a kétéves ülésezés gyakorlatát, tehát a szenátorokat hat évre választották, s a szenátorok 3 osztályba kerültek beosztásra, amelyekből kétévente egyet újraválasztanak. Ezzel egy időben történik meg a teljes képviselőház megválasztása.
A kongresszus négy ülésszakot tartott:
- 1. ülésszak: 1862. február 18. - 1862. április 21.
- 2. ülésszak: 1862. augusztus 18. - 1862. október 13.
- 3. ülésszak: 1863. január 12. - 1863. május 1.
- 4. ülésszak: 1863. december 7. - 1864. február 18.

## A kongresszus vezetése

### Szenátus
- A szenátus elnöke: Alexander Stephens, az Amerikai Konföderációs Államok alelnöke
- A szenátus pro tempore elnöke: Robert M. T. Hunter
- A szenátus titkára: John H. Nass
- A szenátus titkárának helyettese: Edward H. Stephens[2]

### Képviselőház
- A képviselőház elnöke: Thomas Stanley Bocock
- A képviselőház pro tempore elnöke: Jabez Lamar Monroe Curry

## A szenátus tagjai

### Alabama

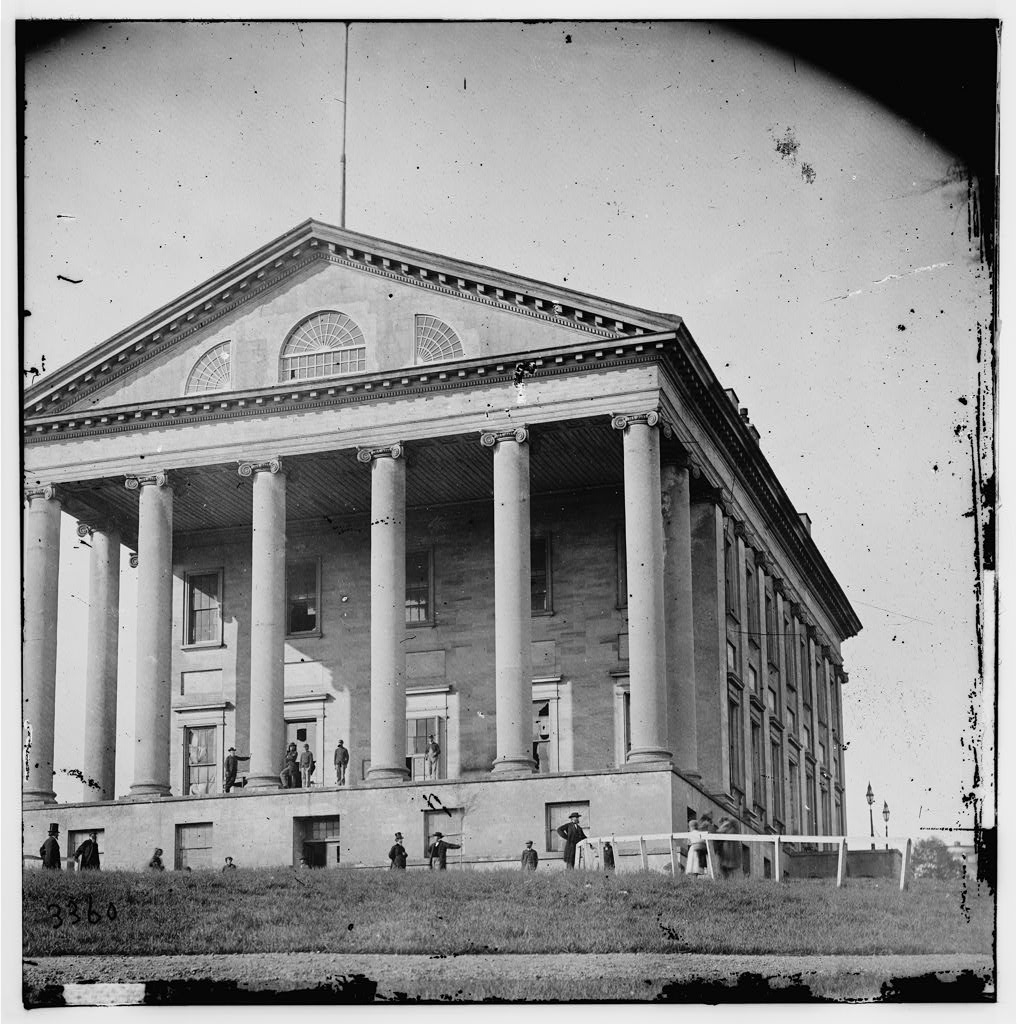
A kongresszus richmondi székhelye

| Kép | Szenátor               | Osztály | Hivatali idő                           | Megjegyzés                                                                                      | Kongresszusi tagság | Kongresszusi tagság |
| Kép | Szenátor               | Osztály | Hivatali idő                           | Megjegyzés                                                                                      | ideiglenes          | második             |
| --- | ---------------------- | ------- | -------------------------------------- | ----------------------------------------------------------------------------------------------- | ------------------- | ------------------- |
|     | Clement Claiborne Clay | 1.      | 1862. február 18. - 1864. február 17.  | Az USA szenátusának tagja (Alabama képviseletében) (1853–1861)                                  |                     |                     |
|     | William Lowndes Yancey | 3.      | 1862. február 18. - 1863. július 27.   | Az USA képviselőházának tagja (Alabama képviseletében) (1844–1846) Elhunyt hivatali ideje alatt |                     |                     |
|     | Robert Jemison, Jr.    | 3.      | 1863. december 28. - 1864. február 17. | William Lowndes Yancey helyett                                                                  |                     | szenátor            |

### Arkansas
| Kép | Szenátor            | Osztály | Hivatali idő                          | Megjegyzés | Kongresszusi tagság | Kongresszusi tagság |
| Kép | Szenátor            | Osztály | Hivatali idő                          | Megjegyzés | ideiglenes          | második             |
| --- | ------------------- | ------- | ------------------------------------- | --- | ------------------- | ------------------- |
|     | Robert Ward Johnson | 1.      | 1862. február 18. - 1864. február 17. | Az USA képviselőházának tagja Arkansas képviseletében (1847-1853) Az USA szenátusának tagja Arkansas képviseletében (1853-1861) Az Amerikai Konföderációs Államok ideiglenes kongresszusa delegátusa (1861-1862) |                     | szenátor            |
|     | Charles B. Mitchel  | 3.      | 1862. február 18. - 1864. február 17. | Az USA szenátusának tagja Arkansas képviseletében (1861) |                     | szenátor            |

### Dél-Karolina
| Kép | Szenátor                 | Osztály | Hivatali idő                          | Megjegyzés | Kongresszusi tagság | Kongresszusi tagság |
| Kép | Szenátor                 | Osztály | Hivatali idő                          | Megjegyzés | ideiglenes          | második             |
| --- | ------------------------ | ------- | ------------------------------------- | --- | ------------------- | ------------------- |
|     | Robert Woodward Barnwell | 2.      | 1862. február 18. - 1864. február 17. | Az USA képviselőházának tagja Dél-Karolina képviseletében (1829–1833) Az USA szenátusának tagja Dél-Karolina képviseletében (1850) | képviselő           | szenátor            |
|     | James Lawrence Orr       | 3.      | 1862. február 18. - 1864. február 17. | Az USA képviselőházának tagja Dél-Karolina képviseletében (1849–1859) Az Amerikai Egyesült Államok Kongresszusának képviselőházi elnöke (1857–1859) Dél-Karolina kormányzója (1865–1868) Az USA nagykövete az Orosz Birodalomban (1872–1873) | képviselő           | szenátor            |

### Észak-Karolina
| Kép | Szenátor                  | Osztály | Hivatali idő                          | Megjegyzés                                                                                   | Kongresszusi tagság | Kongresszusi tagság |
| Kép | Szenátor                  | Osztály | Hivatali idő                          | Megjegyzés                                                                                   | ideiglenes          | második             |
| --- | ------------------------- | ------- | ------------------------------------- | -------------------------------------------------------------------------------------------- | ------------------- | ------------------- |
|     | George Davis              | 1.      | 1862. február 18. - 1864. január 2.   | Lemondott Az Amerikai Konföderációs Államok igazságügyi államtitkára (1864–1865)             | delegált            |                     |
|     | Edwin Godwin Reade        | 1.      | 1864. január 22. - 1864. február 17.  | George Davis helyett Az USA képviselőházának tagja Észak-Karolina képviseletében (1855–1857) |                     |                     |
|     | William Theophilus Dortch | 2.      | 1862. február 18. - 1864. február 17. |                                                                                              |                     | szenátor            |

### Florida
| Kép | Szenátor               | Osztály | Hivatali idő                          | Megjegyzés                                                       | Kongresszusi tagság | Kongresszusi tagság |
| Kép | Szenátor               | Osztály | Hivatali idő                          | Megjegyzés                                                       | ideiglenes          | második             |
| --- | ---------------------- | ------- | ------------------------------------- | ---------------------------------------------------------------- | ------------------- | ------------------- |
|     | James McNair Baker     | 1.      | 1862. február 18. - 1864. február 17. |                                                                  |                     | szenátor            |
|     | Augustus Emmet Maxwell | 2.      | 1862. február 18. - 1864. február 17. | Az USA képviselőházának tagja Florida képviseletében (1853–1857) |                     | szenátor            |

### Georgia
| Kép | Szenátor                   | Osztály | Hivatali idő                          | Megjegyzés | Kongresszusi tagság | Kongresszusi tagság |
| Kép | Szenátor                   | Osztály | Hivatali idő                          | Megjegyzés | ideiglenes          | második             |
| --- | -------------------------- | ------- | ------------------------------------- | --- | ------------------- | ------------------- |
|     | Benjamin Harvey Hill       | 3.      | 1862. február 18. - 1864. február 17. | Az Amerikai Konföderációs Államok ideiglenes kongresszusának delegáltja (1861-1862) Az USA képviselőházának tagja Georgia képviseletében (1875–1877) Az USA szenátusának tagja Georgia képviseletében (1877–1882)                     | képviselő           | szenátor            |
|     | Robert Augustus Toombs     | 1.      | –                                     | megválasztása után tisztségét nem töltötte be Az USA képviselőházának tagja Georgia képviseletében (1845–1853) Az USA szenátusának tagja Georgia képviseletében (1853–1861) Az Amerikai Konföderációs Államok külügyminisztere (1861) | képviselő           |                     |
|     | John Wood Lewis, Sr.       | 1.      | 1862. április 7. - 1863. január 18.   | ideiglenesen kijelöléssel |                     |                     |
|     | Herschel Vespasian Johnson | 1.      | 1863. január 19. - 1864. február 17.  | rendkívüli választás után Az USA szenátusának tagja Georgia képviseletében (1848–1849) Georgia kormányzója (1853–1857) |                     | szenátor            |

### Kentucky
| Kép | Szenátor                | Osztály | Hivatali idő                          | Megjegyzés                                                        | Kongresszusi tagság | Kongresszusi tagság |
| Kép | Szenátor                | Osztály | Hivatali idő                          | Megjegyzés                                                        | ideiglenes          | második             |
| --- | ----------------------- | ------- | ------------------------------------- | ----------------------------------------------------------------- | ------------------- | ------------------- |
|     | Henry Cornelius Burnett | 3.      | 1862. február 18. - 1864. február 17. | Az USA képviselőházának tagja Kentucky képviseletében (1855–1861) |                     | szenátor            |
|     | William Emmet Simms     | 1.      | 1862. február 18. - 1864. február 17. | Az USA képviselőházának tagja Kentucky képviseletében (1859–1861) |                     | szenátor            |

### Louisiana
| Kép | Szenátor              | Osztály | Hivatali idő                          | Megjegyzés | Kongresszusi tagság | Kongresszusi tagság |
| Kép | Szenátor              | Osztály | Hivatali idő                          | Megjegyzés | ideiglenes          | második             |
| --- | --------------------- | ------- | ------------------------------------- | ---------- | ------------------- | ------------------- |
|     | Thomas Jenkins Semmes | 2.      | 1862. február 18. - 1864. február 17. |            |                     | szenátor            |
|     | Edward Sparrow        | 3.      | 1862. február 18. - 1864. február 17. |            |                     | szenátor            |

### Mississippi
| Kép | Szenátor              | Osztály | Hivatali idő                          | Megjegyzés | Kongresszusi tagság | Kongresszusi tagság |
| Kép | Szenátor              | Osztály | Hivatali idő                          | Megjegyzés | ideiglenes          | második             |
| --- | --------------------- | ------- | ------------------------------------- | --- | ------------------- | ------------------- |
|     | Albert Gallatin Brown | 2.      | 1862. február 18. - 1864. február 17. | Az USA képviselőházának tagja Mississippi képviseletében (1839 – 1841; 1847–1853) Mississippi kormányzója (1844–1848) Az USA szenátusának tagja Mississippi képviseletében (1854–1861) |                     | szenátor            |
|     | James Phelan Sr.      | 1.      | 1862. február 18. - 1864. február 17. | |                     |                     |

### Missouri
| Kép | Szenátor                    | Osztály | Hivatali idő                            | Megjegyzés                                                                                        | Kongresszusi tagság | Kongresszusi tagság |
| Kép | Szenátor                    | Osztály | Hivatali idő                            | Megjegyzés                                                                                        | ideiglenes          | második             |
| --- | --------------------------- | ------- | --------------------------------------- | ------------------------------------------------------------------------------------------------- | ------------------- | ------------------- |
|     | John Bullock Clark, Sr.     | 1.      | 1862. február 18. - 1864. február 17.   | Az USA képviselőházának tagja Missouri képviseletében (1857–1861)                                 |                     | képviselő           |
|     | Robert Ludwell Yates Peyton | 2.      | 1862. február 18. - 1863. szeptember 3. | Elhunyt hivatali ideje alatt                                                                      |                     |                     |
|     | Waldo Porter Johnson        | 2.      | 1863. december 24. - 1864. február 17.  | Robert Ludwell Yates Peyton helyett Az USA szenátusának tagja Missouri képviseletében (1861–1862) |                     | szenátor            |

### Tennessee
| Kép | Szenátor                     | Osztály | Hivatali idő                          | Megjegyzés | Kongresszusi tagság | Kongresszusi tagság |
| Kép | Szenátor                     | Osztály | Hivatali idő                          | Megjegyzés | ideiglenes          | második             |
| --- | ---------------------------- | ------- | ------------------------------------- | ---------- | ------------------- | ------------------- |
|     | Landon Carter Haynes         | 3.      | 1862. február 18. - 1864. február 17. |            |                     | szenátor            |
|     | Gustavus Adolphus Henry, Sr. | 2.      | 1862. február 18. - 1864. február 17. |            |                     | szenátor            |

### Texas
| Kép | Szenátor                    | Osztály | Hivatali idő                          | Megjegyzés                                                 | Kongresszusi tagság | Kongresszusi tagság |
| Kép | Szenátor                    | Osztály | Hivatali idő                          | Megjegyzés                                                 | ideiglenes          | második             |
| --- | --------------------------- | ------- | ------------------------------------- | ---------------------------------------------------------- | ------------------- | ------------------- |
|     | William Simpson Oldham, Sr. | 3.      | 1862. február 18. - 1864. február 17. |                                                            |                     | szenátor            |
|     | Louis Trezevant Wigfall     | 2.      | 1862. február 18. - 1864. február 17. | Az USA szenátusának tagja Texas képviseletében (1859–1861) |                     | szenátor            |

### Virginia
| Kép | Szenátor                | Osztály | Hivatali idő                           | Megjegyzés | Kongresszusi tagság | Kongresszusi tagság |
| Kép | Szenátor                | Osztály | Hivatali idő                           | Megjegyzés | ideiglenes          | második             |
| --- | ----------------------- | ------- | -------------------------------------- | --- | ------------------- | ------------------- |
|     | Robert M. T. Hunter     | 3.      | 1862. február 18. - 1864. február 17.  | Az USA képviselőházának tagja Virginia képviseletében (1837–1843; 1845–1847) Az Amerikai Egyesült Államok Kongresszusának képviselőházi elnöke (1839–1841) Az USA szenátusának tagja Virginia képviseletében (1847–1861) Az Amerikai Konföderációs Államok államtitkára (1861–1862) A Konföderáció szenátusának pro tempore elnöke (1862–1865) |                     | szenátor            |
|     | William Ballard Preston | 2.      | 1862. február 18. - 1862. november 16. | elhunyt hivatali ideje alatt Az USA képviselőházának tagja Virginia képviseletében (1847–1849) Az USA tengerészeti államtitkára (1849–1850) |                     |                     |
|     | Allen T. Caperton       | 2.      | 1864. január 22. - 1864. február 17.   | William Ballard Preston helyett Az USA szenátusának tagja Nyugat-Virginia képviseletében (1875–1876) |                     | szenátor            |

## A képviselőház tagjai

### Képviselőház szavazati joggal rendelkező tagjai

#### Alabama
| Körzet | Kép | Képviselő                   | Hivatali idő                          | Megjegyzés | Kongresszusi tagság | Kongresszusi tagság |
| Körzet | Kép | Képviselő                   | Hivatali idő                          | Megjegyzés | Ideiglenes          | Második             |
| ------ | --- | --------------------------- | ------------------------------------- | --- | ------------------- | ------------------- |
| 1.     |     | Thomas Jefferson Foster     | 1862. február 18. - 1864. február 17. | |                     | képviselő           |
| 2.     |     | William Russell Smith       | 1862. február 18. - 1864. február 17. | Az USA szenátusának tagja (Alabama képviseletében) (1851–1857)                                                                        |                     | képviselő           |
| 3.     |     | John Perkins Ralls          | 1862. február 18. - 1864. február 17. | |                     |                     |
| 4.     |     | Jabez Lamar Monroe Curry    | 1862. február 18. - 1864. február 17. | Az USA szenátusának tagja (Alabama képviseletében) (1857–1861) Az USA-t képviselő miniszter Spanyolországban (1885–1888)              | képviselő           |                     |
| 5.     |     | Francis Strother Lyon       | 1862. február 18. - 1864. február 17. | Az USA képviselőházának tagja (Alabama képviseletében) (1835-1839)                                                                    |                     | képviselő           |
| 6.     |     | William Parish Chilton, Sr. | 1862. február 18. - 1864. február 17. | | képviselő           | képviselő           |
| 7.     |     | David Clopton               | 1862. február 18. - 1864. február 17. | Az USA képviselőházának tagja (Alabama képviseletében) (1859-1861)                                                                    |                     | képviselő           |
| 8.     |     | James L. Pugh               | 1862. február 18. - 1864. február 17. | Az USA képviselőházának tagja (Alabama képviseletében) (1859 – 1861) Az USA szenátusának tagja (Alabama képviseletében) (1880 – 1897) |                     | képviselő           |
| 9.     |     | Edmund Strother Dargan      | 1862. február 18. - 1864. február 17. | Az USA képviselőházának tagja (Alabama képviseletében) (1845 – 1847)                                                                  |                     |                     |

#### Arkansas
| Körzet | Kép | Képviselő                 | Hivatali idő                          | Megjegyzés | Kongresszusi tagság | Kongresszusi tagság     |
| Körzet | Kép | Képviselő                 | Hivatali idő                          | Megjegyzés | Ideiglenes          | Második                 |
| ------ | --- | ------------------------- | ------------------------------------- | --- | ------------------- | ----------------------- |
| 1.     |     | Felix Ives Batson         | 1862. február 18. - 1864. február 17. | |                     | képviselő               |
| 2.     |     | Grandison Delaney Royston | 1862. február 18. - 1864. február 17. | |                     |                         |
| 3.     |     | Augustus Hill Garland     | 1862. február 18. - 1864. február 17. | Arkansas kormányzója (1874 – 1877) Az USA szenátusának tagja Arkansas képviseletében (1877 – 1885) Az USA főállamügyésze (1885 – 1889) | delegált            | képviselő majd szenátor |
| 4.     |     | Thomas Burton Hanly       | 1862. február 18. - 1864. február 17. | |                     | képviselő               |

#### Dél-Karolina
| Körzet | Kép | Képviselő              | Hivatali idő                          | Megjegyzés | Kongresszusi tagság | Kongresszusi tagság |
| Körzet | Kép | Képviselő              | Hivatali idő                          | Megjegyzés | Ideiglenes          | Második             |
| ------ | --- | ---------------------- | ------------------------------------- | --- | ------------------- | ------------------- |
| 1.     |     | John McQueen           | 1862. február 18. - 1864. február 17. | Az USA képviselőházának tagja Dél-Karolina képviseletében (1849–1860)                                                                        |                     |                     |
| 2.     |     | William Porcher Miles  | 1862. február 18. - 1864. február 17. | Az USA képviselőházának tagja Dél-Karolina képviseletében (1857–1860)                                                                        | képviselő           | képviselő           |
| 3.     |     | Lewis Malone Ayer, Jr. | 1862. február 18. - 1864. február 17. | |                     | képviselő           |
| 4.     |     | Milledge Luke Bonham   | 1862. február 18. - 1862. október 13. | Lemondott a második ülésszak után Az USA képviselőházának tagja Dél-Karolina képviseletében (1857–1860) Dél-Karolina kormányzója (1862–1864) |                     |                     |
| 4.     |     | William Dunlap Simpson | 1863. február 5.. - 1864. február 17. | Milledge Luke Bonham helyett megválasztva 1863. január 20-án Dél-Karolina kormányzója (1879–1880)                                            |                     | képviselő           |
| 5.     |     | James Farrow           | 1862. február 18. - 1864. február 17. | Az USA képviselőházának megválasztott, de be nem iktatott tagja Dél-Karolina képviseletében (1865)                                           |                     | képviselő           |
| 6.     |     | William Waters Boyce   | 1862. február 18. - 1864. február 17. | Az USA képviselőházának tagja Dél-Karolina képviseletében (1853–1860)                                                                        | képviselő           | képviselő           |

#### Észak-Karolina
| Körzet | Kép | Képviselő                    | Hivatali idő                          | Megjegyzés                                                              | Kongresszusi tagság | Kongresszusi tagság |
| Körzet | Kép | Képviselő                    | Hivatali idő                          | Megjegyzés                                                              | Ideiglenes          | Második             |
| ------ | --- | ---------------------------- | ------------------------------------- | ----------------------------------------------------------------------- | ------------------- | ------------------- |
| 1.     |     | William Nathan Harrell Smith | 1862. február 18. - 1864. február 17. | Az USA képviselőházának tagja Észak-Karolina képviseletében (1859–1861) |                     | képviselő           |
| 2.     |     | Robert Rufus Bridgers        | 1862. február 18. - 1864. február 17. |                                                                         |                     | képviselő           |
| 3.     |     | Owen Rand Kenan              | 1862. február 18. - 1864. február 17. |                                                                         |                     |                     |
| 4.     |     | Thomas David Smith McDowell  | 1862. február 18. - 1864. február 17. |                                                                         | delegált            |                     |
| 5.     |     | Archibald Hunter Arrington   | 1862. február 18. - 1864. február 17. | Az USA képviselőházának tagja Észak-Karolina képviseletében (1841–1845) |                     |                     |
| 6.     |     | James Robert McLean          | 1862. február 18. - 1864. február 17. |                                                                         |                     |                     |
| 7.     |     | Thomas Samuel Ashe           | 1862. február 18. - 1864. február 17. | Az USA képviselőházának tagja Észak-Karolina képviseletében (1873–1877) |                     | szenátor            |
| 8.     |     | William Lander               | 1862. február 18. - 1864. február 17. |                                                                         |                     |                     |
| 9.     |     | Burgess Sidney Gaither       | 1862. február 18. - 1864. február 17. |                                                                         |                     | képviselő           |
| 10.    |     | Allen Turner Davidson        | 1862. február 18. - 1864. február 17. |                                                                         | delegált            |                     |
| 11.    |     | Abraham Watkins Venable      | 1862. február 18. - 1864. február 17. | Az USA képviselőházának tagja Észak-Karolina képviseletében (1847–1853) | delegált            |                     |

#### Florida
| Körzet | Kép | Képviselő              | Hivatali idő                          | Megjegyzés | Kongresszusi tagság | Kongresszusi tagság |
| Körzet | Kép | Képviselő              | Hivatali idő                          | Megjegyzés | Ideiglenes          | Második             |
| ------ | --- | ---------------------- | ------------------------------------- | --- | ------------------- | ------------------- |
| 1.     |     | James Baird Dawkins    | 1862. február 18. - 1862. december 8. | Lemondott hivatali ideje alatt |                     |                     |
| 1.     |     | John Marshall Martin   | 1863. március 25. - 1864. február 17. | James Baird Dawkins helyett 1863. február 2-án megválasztva A Konföderációs kongresszus tagjai közül legutoljára elhunyt képviselő (elhunyt: 1921-ben) |                     |                     |
| 2.     |     | Robert Benjamin Hilton | 1862. február 18. - 1864. február 17. | |                     | képviselő           |

#### Georgia
| Körzet | Kép | Képviselő                | Hivatali idő                          | Megjegyzés                                                                        | Kongresszusi tagság | Kongresszusi tagság |
| Körzet | Kép | Képviselő                | Hivatali idő                          | Megjegyzés                                                                        | Ideiglenes          | Második             |
| ------ | --- | ------------------------ | ------------------------------------- | --------------------------------------------------------------------------------- | ------------------- | ------------------- |
| 1.     |     | Julian Hartridge         | 1862. február 18. - 1864. február 17. | Az USA képviselőházának tagja Georgia képviseletében (1875-1879)                  |                     | képviselő           |
| 2.     |     | Charles James Munnerlyn  | 1862. február 18. - 1864. február 17. |                                                                                   |                     |                     |
| 3.     |     | Hines Holt               | 1862. február 18. - 1863. március 1.  | Lemondott hivataláról Az USA képviselőházának tagja Georgia képviseletében (1841) |                     |                     |
| 3.     |     | Porter Ingram            | 1864. január 12. - 1864. február 17.  | Hines Holt helyett megválasztva 1863. december 7-én                               |                     |                     |
| 4.     |     | Augustus Holmes Kenan    | 1862. február 18. - 1864. február 17. |                                                                                   | képviselő           |                     |
| 5.     |     | David William Lewis      | 1862. február 18. - 1864. február 17. |                                                                                   |                     |                     |
| 6.     |     | William White Clark      | 1862. február 18. - 1864. február 17. |                                                                                   |                     |                     |
| 7.     |     | Robert Pleasant Trippe   | 1862. február 18. - 1864. február 17. | Az USA képviselőházának tagja Georgia képviseletében (1855-1859)                  |                     |                     |
| 8.     |     | Lucius Jeremiah Gartrell | 1862. február 18. - 1864. február 17. | Az USA képviselőházának tagja Georgia képviseletében (1857-1861)                  |                     |                     |
| 9.     |     | Hardy Strickland         | 1862. február 18. - 1864. február 17. |                                                                                   |                     |                     |
| 10.    |     | Augustus Romaldus Wright | 1862. február 18. - 1864. február 17. | Az USA képviselőházának tagja Georgia képviseletében (1857-1859)                  | képviselő           |                     |

#### Kentucky
| Körzet | Kép | Képviselő                          | Hivatali idő                          | Megjegyzés                                                    | Kongresszusi tagság | Kongresszusi tagság |
| Körzet | Kép | Képviselő                          | Hivatali idő                          | Megjegyzés                                                    | Ideiglenes          | Második             |
| ------ | --- | ---------------------------------- | ------------------------------------- | ------------------------------------------------------------- | ------------------- | ------------------- |
| 1.     |     | Willis Benson Machen               | 1862. február 18. - 1864. február 17. | Az USA szenátusának tagja Kentucky képviseletében (1872–1873) |                     | képviselő           |
| 2.     |     | John Watkins Crockett, Jr.         | 1862. február 18. - 1864. február 17. |                                                               |                     |                     |
| 3.     |     | Henry English Read                 | 1862. február 18. - 1864. február 17. |                                                               |                     | képviselő           |
| 4.     |     | George Washington Ewing            | 1862. február 18. - 1864. február 17. |                                                               | delegált            | képviselő           |
| 5.     |     | James Chrisman                     | 1862. február 18. - 1864. február 17. | Az USA szenátusának tagja Kentucky képviseletében (1853–1855) |                     | képviselő           |
| 6.     |     | Theodore Legrand Burnett           | 1862. február 18. - 1864. február 17. |                                                               | delegált            | képviselő           |
| 7.     |     | Horatio Washington Bruce           | 1862. február 18. - 1864. február 17. |                                                               |                     | képviselő           |
| 8.     |     | George Baird Hodge                 | 1862. február 18. - 1864. február 17. |                                                               | delegált            |                     |
| 9.     |     | Eli Metcalfe Bruce                 | 1862. február 18. - 1864. február 17. |                                                               |                     | képviselő           |
| 10.    |     | James William Moore                | 1862. február 18. - 1864. február 17. |                                                               |                     | képviselő           |
| 11.    |     | Robert Jefferson Breckinridge, Jr. | 1862. február 18. - 1864. február 17. |                                                               |                     |                     |
| 12.    |     | John Milton Elliott                | 1862. február 18. - 1864. február 17. |                                                               | delegált            | képviselő           |

#### Louisiana
| Körzet | Kép | Képviselő               | Hivatali idő                          | Megjegyzés | Kongresszusi tagság | Kongresszusi tagság |
| Körzet | Kép | Képviselő               | Hivatali idő                          | Megjegyzés | Ideiglenes          | Második             |
| ------ | --- | ----------------------- | ------------------------------------- | --- | ------------------- | ------------------- |
| 1.     |     | Charles Jacques Villeré | 1862. február 18. - 1864. február 17. | |                     | képviselő           |
| 2.     |     | Charles Magill Conrad   | 1862. február 18. - 1864. február 17. | Az USA szenátusának tagja Louisiana képviseletében (1842–1843) Az USA képviselőházának tagja Louisiana képviseletében (1849–1850) Az USA hadügyi államtitkára (1850–1853) | képviselő           | képviselő           |
| 3.     |     | Duncan Farrar Kenner    | 1862. február 18. - 1864. február 17. | Az Amerikai Konföderációs Államok vezető diplomatája az Egyesült Királyságban és Franciaországban (1864)                                                                  | képviselő           | képviselő           |
| 4.     |     | Lucius Jacques Dupré    | 1862. február 18. - 1864. február 17. | |                     | képviselő           |
| 5.     |     | Henry Marshall          | 1862. február 18. - 1864. február 17. | | képviselő           |                     |
| 6.     |     | John Perkins, Jr.       | 1862. február 18. - 1864. február 17. | Az USA képviselőházának tagja Louisiana képviseletében (1853 – 1855) | képviselő           | képviselő           |

#### Mississippi
| Körzet | Kép | Képviselő              | Hivatali idő                          | Megjegyzés | Kongresszusi tagság | Kongresszusi tagság |
| Körzet | Kép | Képviselő              | Hivatali idő                          | Megjegyzés | Ideiglenes          | Második             |
| ------ | --- | ---------------------- | ------------------------------------- | --- | ------------------- | ------------------- |
| 1.     |     | Jeremiah Watkins Clapp | 1862. február 18. - 1864. február 17. | |                     |                     |
| 2.     |     | Reuben Davis           | 1862. február 18. - 1863. március 1.  | Az USA képviselőházának tagja Mississippi képviseletében (1857-1861) |                     |                     |
| 2.     |     | William Dunbar Holder  | 1864. január 21. - 1864. február 17.  | Reuben Davis helyett |                     | képviselő           |
| 3.     |     | Israel Victor Welch    | 1862. február 18. - 1864. február 17. | |                     | képviselő           |
| 4.     |     | Henry Cousins Chambers | 1862. február 18. - 1864. február 17. | |                     | képviselő           |
| 5.     |     | Otho Robards Singleton | 1862. február 18. - 1864. február 17. | Az USA képviselőházának tagja Mississippi képviseletében (1853–1855; 1857–1861; 1875–1883; 1883–1887)                                                                        |                     | képviselő           |
| 6.     |     | Ethelbert Barksdale    | 1862. február 18. - 1864. február 17. | Az USA képviselőházának tagja Mississippi képviseletében (1883-1887) |                     | képviselő           |
| 7.     |     | John Jones McRae       | 1862. február 18. - 1864. február 17. | Az USA szenátusának tagja Mississippi képviseletében (1851–1852) Mississippi kormányzója (1854-1857) Az USA képviselőházának tagja Mississippi képviseletében (11858 – 1861) |                     |                     |

#### Missouri
| Körzet                                                                                                | Kép | Képviselő                   | Hivatali idő                                  | Megjegyzés                                                    | Kongresszusi tagság | Kongresszusi tagság       |
| Körzet                                                                                                | Kép | Képviselő                   | Hivatali idő                                  | Megjegyzés                                                    | Ideiglenes          | Második                   |
| --- | --- | --------------------------- | --------------------------------------------- | ------------------------------------------------------------- | ------------------- | ------------------------- |
| 1. |     | William Mordecai Cooke, Sr. | 1862. február 18. - 1863. szeptember 3.       | elhunyt hivatali ideje alatt                                  | delegált            |                           |
| 2. |     | Thomas Alexander Harris     | 1862. február 18. - 1864. február 17.         |                                                               | delegált            |                           |
| 3. |     | Caspar Wistar Bell          | 1862. február 18. - 1864. február 17.         |                                                               | delegált            |                           |
| 4. |     | Aaron H. Conrow             | 1862. február 18. - 1864. február 17.         |                                                               | delegált            | képviselő                 |
| 5. |     | George Graham Vest          | 1862. február 18. - 1864. február 17.         | Az USA szenátusának tagja Missouri képviseletében (1879–1903) | delegált            | képviselő később szenátor |
| 6. |     | Thomas W. Freeman           | 1862. február 18. - 1864. február 17.         |                                                               | delegált            |                           |
| 7. |     | John Hyer                   | Megválasztása után tisztségét nem foglalta el |                                                               |                     |                           |
| Missourinak 11 képviselői hely járt volna, de négyet a kongresszus fennállása alatt nem töltöttek be. |     |                             |                                               |                                                               |                     |                           |

#### Tennessee
| Körzet | Kép | Képviselő                  | Hivatali idő                          | Megjegyzés                                                                                           | Kongresszusi tagság | Kongresszusi tagság |
| Körzet | Kép | Képviselő                  | Hivatali idő                          | Megjegyzés                                                                                           | Ideiglenes          | Második             |
| ------ | --- | -------------------------- | ------------------------------------- | --- | ------------------- | ------------------- |
| 1.     |     | Joseph Brown Heiskell      | 1862. február 18. - 1864. február 6.  | Lemondott 1864. február 6-án, helyét nem töltötték be.                                               |                     | képviselő           |
| 2.     |     | William Graham Swan        | 1862. február 18. - 1864. február 17. | |                     |                     |
| 3.     |     | William Henry Tibbs        | 1862. február 18. - 1864. február 17. | |                     |                     |
| 4.     |     | Erasmus Lee Gardenhire     | 1862. február 18. - 1864. február 17. | |                     |                     |
| 5.     |     | Henry Stuart Foote         | 1862. február 18. - 1864. február 17. | Az USA szenátusának tagja Mississippi képviseletében (1847–1852) Mississippi kormányzója (1852–1854) |                     | képviselő           |
| 6.     |     | Meredith Poindexter Gentry | 1862. február 18. - 1864. február 17. | Az USA képviselőházának tagja Tennessee képviseletében (1839-1843; 1845-1853)                        |                     | képviselő           |
| 7.     |     | George Washington Jones    | 1862. február 18. - 1864. február 17. | Az USA képviselőházának tagja Tennessee képviseletében (1843-1859)                                   |                     |                     |
| 8.     |     | Thomas Menees              | 1862. február 18. - 1864. február 17. | |                     | képviselő           |
| 9.     |     | John DeWitt Clinton Atkins | 1862. február 18. - 1864. február 17. | Az USA képviselőházának tagja Tennessee képviseletében (1857-1859; 1873-1883)                        | delegált            | képviselő           |
| 10.    |     | John Vines Wright          | 1862. február 18. - 1864. február 17. | Az USA képviselőházának tagja Tennessee képviseletében (1855-1861)                                   |                     | képviselő           |
| 11.    |     | David Maney Currin         | 1862. február 18. - 1864. február 17. | | delegált            | képviselő           |

#### Texas
| Körzet | Kép | Képviselő               | Hivatali idő                          | Megjegyzés | Kongresszusi tagság | Kongresszusi tagság |
| Körzet | Kép | Képviselő               | Hivatali idő                          | Megjegyzés | Ideiglenes          | Második             |
| ------ | --- | ----------------------- | ------------------------------------- | --- | ------------------- | ------------------- |
| 1.     |     | John Allen Wilcox       | 1862. február 18. - 1864. február 7.  | Elhunyt 1864. február 7-én, helyét nem töltötték be. A második kongresszusba beválasztották, de mielőtt beiktatták volna elhunyt. Az USA képviselőházának tagja Mississippi képviseletében (1851-1853) |                     | megválasztva        |
| 2.     |     | Caleb Claiborne Herbert | 1862. február 18. - 1864. február 17. | |                     | képviselő           |
| 3.     |     | Peter W. Gray           | 1862. február 18. - 1864. február 17. | |                     |                     |
| 4.     |     | Franklin Barlow Sexton  | 1862. február 18. - 1864. február 17. | |                     | képviselő           |
| 5.     |     | Malcolm D. Graham       | 1862. február 18. - 1864. február 17. | |                     |                     |
| 6.     |     | William Bacon Wright    | 1862. február 18. - 1864. február 17. | |                     |                     |

#### Virginia
| Körzet | Kép | Képviselő                      | Hivatali idő                            | Megjegyzés | Kongresszusi tagság | Kongresszusi tagság |
| Körzet | Kép | Képviselő                      | Hivatali idő                            | Megjegyzés | Ideiglenes          | Második             |
| ------ | --- | ------------------------------ | --------------------------------------- | --- | ------------------- | ------------------- |
| 1.     |     | Muscoe Russell Hunter Garnett  | 1862. február 18. - 1864. február 14.   | Elhunyt 1864. február 14-én, helyét nem töltötték be.Az USA képviselőházának tagja Virginia képviseletében (1856–1861)                                      |                     |                     |
| 2.     |     | John Randolph Chambliss, Sr.   | 1862. február 18. - 1864. február 17.   | |                     | képviselő           |
| 3.     |     | James Lyons                    | 1862. február 18. - 1864. február 17.   | Az eredetileg megválasztott képviselő John Tyler 1862. január 18-án elhunyt, rendkívüli választáson 1862. február 10-én választották meg.                   |                     |                     |
| 4.     |     | Roger Atkinson Pryor           | 1862. február 18. - 1862. április 5.    | Lemondott hivataláról Az USA képviselőházának tagja Virginia képviseletében (1859–1861)                                                                     | delegált            |                     |
| 4.     |     | Charles Fenton Collier         | 1862. augusztus 18. - 1864. február 17. | Roger Atkinson Pryor helyett 1862 májusában megválasztva |                     |                     |
| 5.     |     | Thomas Salem Bocock            | 1862. február 18. - 1864. február 17.   | Az USA képviselőházának tagja Virginia képviseletében (1847–1861) Az Amerikai Konföderációs Államok kongresszusának képviselőházi elnöke (1862–1865)        | delegált            | képviselő           |
| 6.     |     | John Goode, Jr.                | 1862. február 18. - 1864. február 17.   | Az USA képviselőházának tagja Virginia képviseletében (1875–1881) Az Egyesült Államok jogi képviselője (Solicitor General of the United States) (1885–1886) |                     | képviselő           |
| 7.     |     | James Philemon Holcombe        | 1862. február 18. - 1864. február 17.   | |                     |                     |
| 8.     |     | Daniel Coleman DeJarnette, Sr. | 1862. február 18. - 1864. február 17.   | Az USA képviselőházának tagja Virginia képviseletében (1859–1861)                                                                                           |                     | képviselő           |
| 9.     |     | William "Extra Billy" Smith    | 1862. február 18. - 1863. április 4.    | Lemondott hivataláról Az USA képviselőházának tagja Virginia képviseletében (1841–1843; 1853–1861) Virginia kormányzója (1846–1849; 1864–1865)              |                     |                     |
| 9.     |     | David Funsten                  | 1863. december 7. - 1864. február 17.   | William "Extra Billy" Smith helyett |                     | képviselő           |
| 10.    |     | Alexander Boteler              | 1862. február 18. - 1864. február 17.   | Az USA képviselőházának tagja Virginia képviseletében (1859–1861)                                                                                           | delegált            |                     |
| 11.    |     | John Brown Baldwin             | 1862. február 18. - 1864. február 17.   | |                     | képviselő           |
| 12.    |     | Waller Redd Staples            | 1862. február 18. - 1864. február 17.   | | delegált            | képviselő           |
| 13.    |     | William Ballard Preston        | 1862. február 18. - 1864. február 17.   | | delegált            |                     |
| 14.    |     | Albert Gallatin Jenkins        | 1862. február 18. - 1862. április 21.   | Lemondott hivataláról Az USA képviselőházának tagja Virginia képviseletében (1857—1861                                                                      |                     |                     |
| 14.    |     | Samuel Augustine Miller        | 1863. február 24. - 1864. február 17.   | Albert Gallatin Jenkins helyett |                     | képviselő           |
| 15.    |     | Robert Johnston                | 1862. február 18. - 1864. február 17.   | | delegált            | képviselő           |
| 16.    |     | Charles Wells Russell          | 1862. február 18. - 1864. február 17.   | | delegált            | képviselő           |

### A kongresszus szavazati joggal nem rendelkező delegátusai
| Terület neve    | Kép | Delegált                 | Hivatali idő                          | Megjegyzés | Kongresszusi tagság | Kongresszusi tagság |
| Terület neve    | Kép | Delegált                 | Hivatali idő                          | Megjegyzés | Ideiglenes          | Második             |
| --------------- | --- | ------------------------ | ------------------------------------- | ---------- | ------------------- | ------------------- |
| Arizona terület |     | Marcus H. MacWillie      | 1862. február 18. - 1864. február 17. |            |                     | delegált            |
| Cserokik        |     | Elias Cornelius Boudinot | 1862. február 18. - 1864. február 17. |            | delegált            | delegált            |
| Csaktók         |     | Robert McDonald Jones    | 1862. február 18. - 1864. február 17. |            |                     |                     |